# Lycianthes acapulcensis
Lycianthes acapulcensis är en potatisväxtart som först beskrevs av Henri Ernest Baillon, och fick sitt nu gällande namn av W.G. D'arcy. Lycianthes acapulcensis ingår i Himmelsögonsläktet som ingår i familjen potatisväxter. Inga underarter finns listade i Catalogue of Life.